# Бровка, Пётр Устинович
Пётр Усти́нович Бро́вка (бел. Пётр Усці́навіч Бро́ўка; известный как Петрусь Бровка (бел. Пятру́сь Бро́ўка); 12 (25) июня 1905 — 24 марта 1980, Минск) — белорусский советский писатель, поэт и переводчик, драматург, публицист. Народный поэт Белорусской ССР (1962). Герой Социалистического Труда (1972). Академик АН БССР (1966). Лауреат Ленинской (1962) и двух Сталинских премий (1947, 1951). Депутат ВС СССР с 1956 года. Член ВКП(б) с 1940 года.

## Биография
Родился 12 (25) июня 1905 года в деревне Путилковичи (ныне Ушачский район, Витебская область, Беларусь) в крестьянской семье (9 детей). Отец — Устин Адамович. Мать — Елена Степановна. Окончил церковно-приходскую школу в Лепеле.
В 1918—1924 годах работал переписчиком, делопроизводителем и счетоводом. В 1925—1927 годах был завотделом Окружкома комсомола в Полоцке. В 1927—1928 годах — ответственным секретарём редакции газеты «Чырвоная Полаччына».
Окончил педагогический факультет БГУ (1928—1931).
С 1928 года — в литературном объединении «Маладняк», позже в Белорусской ассоциации пролетарских писателей (БелАПП).
В 1941—1942 году служил в РККА, работал во фронтовой и партизанской печати. В 1943—1945 годах был ответственным секретарём СП БССР, в 1948—1967 годы — председателем Правления СП БССР.
В 1945—1948 годы — главный редактор литературного журнала «Полымя». В 1967—1980 годы — главный редактор Белорусской советской энциклопедии (ныне — «Белорусская Энциклопедия имени П. Бровки»).

Могила Бровки на Восточном кладбище Минска

П. У. Бровка умер 24 марта 1980 года в Минске. Похоронен на Восточном кладбище.
Сын — Юрий Петрович Бровка (1936—2019), доктор юридических наук, профессор БГУ.

## Творчество
Литературной деятельностью занимался с 1926 года. Дебютировал в газете «Чырвоная Полаччына» и в литературном альманахе «Наддзвінне».
Опубликовал ряд книг стихов и поэм: «К родным берегам», «Избранные стихи и поэмы» (1934), «Приход героя» (1935), «Весна родины» (1937), «Путями боровыми» (1940). Подвиг народа, его мужество и стойкость Бровка отразил в лиро-эпических поэмах «Беларусь» (1943), «Поэма про Смолячкова» (1942), стихах «Будем сеять, белорусы!», «Кастусь Калиновский», «Надя-Надейка», «Могила бойца». Поэмы «Ясный Кут», «Полонянка» (1945), «Хлеб» (1946), стихи «Парк Победы», «Смерть героя», «Кузнец» отмечены тонким лиризмом, ярким национальным колоритом.
В 1957 году написал роман «Когда сливаются реки», посвящённый строительству ГЭС на границе трёх республик, дружбе белорусов, литовцев и латышей.
Переводил на белорусский язык произведения Т. Шевченко, В. Маяковского, П. Тычины, Н. Бажана, А. Твардовского, М. Исаковского, А. Прокофьева, В. Броневского, Дж. Байрона.

## Экранизации
- «Каландры» (1931, Белорусская киностудия)
- «Когда сливаются реки» (1961, сценарий Евгений Шилов, режиссёры Б. И. Шрейбер, Б. А. Браткаускас, Литовская киностудия)

## Награды и премии
- Герой Социалистического Труда (03.10.1972)
- 4 ордена Ленина (30.12.1948; 25.02.1955; 24.06.1965; 03.10.1972)
- орден Октябрьской Революции (02.07.1971)
- орден Дружбы народов (13.05.1975)
- орден Красной Звезды (1943)
- орден «Знак Почёта» (31.01.1939)[5]
- медали
- Ленинская премия (1962) — за сборник стихотворений «А дни идут…» (1961);
- Сталинская премия второй степени (1947) — за поэмы «Хлеб» и «Думы про Москву», стихи «Народное спасибо», «Брат и сестра», «Если бы мне быть», «Встреча»;
- Сталинская премия третьей степени (1951) — за сборник стихов «Дорога жизни»;
- Государственная премия БССР имени Я. Купалы (1970) — за сборник стихов «Среди красных рябин»;
- Государственная премия БССР (1976) — за участие в создании Белорусской Советской Энциклопедии;
- Литературная премия имени Я. Коласа (1957) — за роман «Когда сливаются реки» (1957);
- народный поэт БССР (1962).

## Память
10 июля 1980 принято Постановление Совета Министров Белорусской ССР № 256 «Об увековечении памяти народного поэта БССР П. У. Бровки (Петруся Бровки)» (изменения и дополнения: Постановление Кабинета Министров Республики Беларусь от 6 августа 1996 г. № 511).
- В Минске существует Государственный литературный музей Петруся Бровки.
- Филиал Литературного музей П. У. Бровки открыт на родине писателя, в деревне Путилковичи Ушачского района, мемориальная комната поэта — в Великодолецкой средней общеобразовательной школе.
- В 1980 году установлены мемориальные доски на доме № 30 по улице К. Маркса в Минске и на доме, где жил поэт, в дер. Путилковичи Ушачского района Витебской области.
- Снят фильм «Петрусь Бровка. Голос сердца» (1985, реж. И. Коловский, Белорусское телевидение)

Имя поэта носят:
- издательство Белорусская Энциклопедия имени Петруся Бровки.
- колхоз «Новае жыццё» имени П. У. Бровки.
- Великодолецкая средняя общеобразовательная школа имени П. У. Бровки.
- Улицы в Минске, Витебске, Гомеле, Полоцке, Ушачах и Лепеле.